# Azerbaiyán en el Festival de la Canción de Eurovisión 2018
Azerbaiyán participará en el Festival de Eurovisión 2018 con "X My Heart" de Aisel. Tanto el artista como la canción fueron seleccionados de forma interna. La cadena pública azerí ITV es la encargada de la participación azerí en Eurovisión.

## Historia de Azerbaiyán en Eurovisión
Hasta 2018, Azerbaiyán ha participado diez veces en Eurovisión, y siempre ha logrado clasificarse para la final. Su mejor resultado es una victoria, lograda en 2011 con Ell y Nikki y su "Running Scared".

## Elección interna
El 8 de noviembre de 2017, la ITV anunció que Aisel sería su representante en 2018. Posteriormente, el 4 de marzo de 2018, se publicó su tema "X My Heart".

## En Eurovisión
El Festival de la Canción de Eurovisión 2018 tendrá lugar en el Altice Arena de Lisboa, Portugal y consistirá en dos semifinales el 8 y 10 de mayo y la final el 12 de mayo de 2018. De acuerdo con las reglas de Eurovisión, todas las naciones con excepción del país anfitrión y los "5 grandes" (Big Five) deben clasificarse en una de las dos semifinales para competir en la Gran Final; los diez mejores países de cada semifinal avanzan a esta final. Azerbaiyán estará en la primera semifinal, abriéndola desde el puesto número 1.